# Поспелова, Светлана Михайловна
Светлана Михайловна Поспелова (24 декабря 1979, Ленинград) — российская легкоатлетка, бегунья на короткие дистанции, неоднократная чемпионка мира и Европы, чемпионка России. Заслуженный мастер спорта.

## Биография

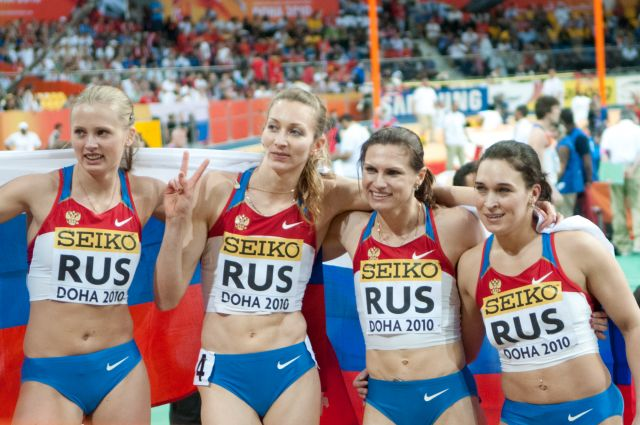
Вдовина, Фирова, Назарова, Поспелова (слева направо) — серебряные призёры в эстафете 4×400 метров. Чемпионат мира по лёгкой атлетике в помещении 2010 Доха, Катар.

С 4 до 12 лет Светлана занималась фигурным катанием, потом перешла в легкую атлетику. Тренировалась у В. Румянцева, В. Балыкина, И. Соколова, Г. Жубрякова ЗТР. Выступала за клуб «Юность России», «Динамо» (Санкт-Петербург).
С 1998 года Светлана входит в состав сборной России по легкой атлетике. В 2000 году стала чемпионкой России в беге на 200 м, двукратной чемпионкой Европы (400 м и эстафета 4×400), обладательницей Кубка Европы (400 м).
Во время Олимпиады-2000 Светлана была уличена в употреблении допинга (станозолол) и дисквалифицирована на 2 года.
В 2003 году выиграла серебро чемпионата мира в эстафете, стала обладательницей Кубка Европы в беге на 400 м и в эстафете. В 2005 году стала чемпионкой России зимой и летом в беге на 400 м. Выиграла две золотые медали Чемпионата Европы в беге на 400 м и эстафете. В 2005 году выиграла чемпионат мира в эстафете 4-400 и стала 4 в беге на 400 м. В 2006 году Светлана стала чемпионкой России на дистанции 400 м (с лучшим результатом сезона в Европе) и чемпионкой Европы в эстафете. На Кубке мира стала третьей в эстафете 4-400.
В сезоне 2008 года выступала неудачно и не смогла отобраться в состав сборной на Олимпиаду в Пекине. Следующий сезон пропустила из-за травмы.
На чемпионате России в 2010 стала второй в эстафете 4-200.
На чемпионате мира-2010 в помещении стала серебряным призером в эстафете 4×400 м.
В 2012 стала чемпионкой России в эстафете 4-200м с лучшим результатом сезона в мире.
На чемпионате мира 2012 была запасной в эстафете 4-400 м.

## Личная жизнь
Замужем. Дочери Анна и Светлана, сын Алексей.